# Parallelia divaricata
Parallelia divaricata là một loài bướm đêm trong họ Erebidae.